# Eyalet di Kastamonu
L'eyalet di Kastamonu fu un eyalet dell'Impero ottomano, nell'area dell'Anatolia.

## Geografia antropica

### Suddivisioni amministrative
I sanjak dell'Eyalet di Kastamonu a metà del XIX secolo erano:
1. sanjak di Khodjaili (Bitinia)
2. sanjak di Bolu (Paflagonia)
3. sanjak di Virantsheir (Honorios) (presso Eskipazar?)
4. sanjak di Sinope (Elenoponto)